# Michelau (Büdingen)
Michelau (ugs.: Die Michelau) ist der höchstgelegene Stadtteil Büdingens im hessischen Wetteraukreis.

## Geographische Lage
Michelau liegt 5,5 km nordöstlich von Büdingen und ist nur über die Straße von Wolferborn zu erreichen.

## Geschichte

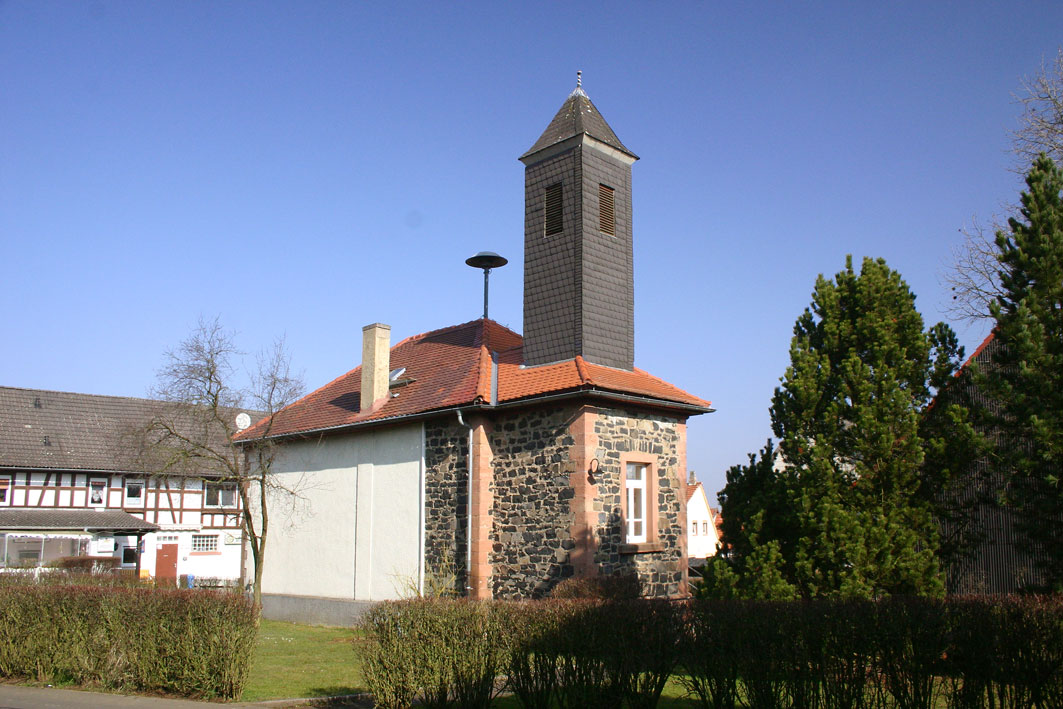
Die alte Schule

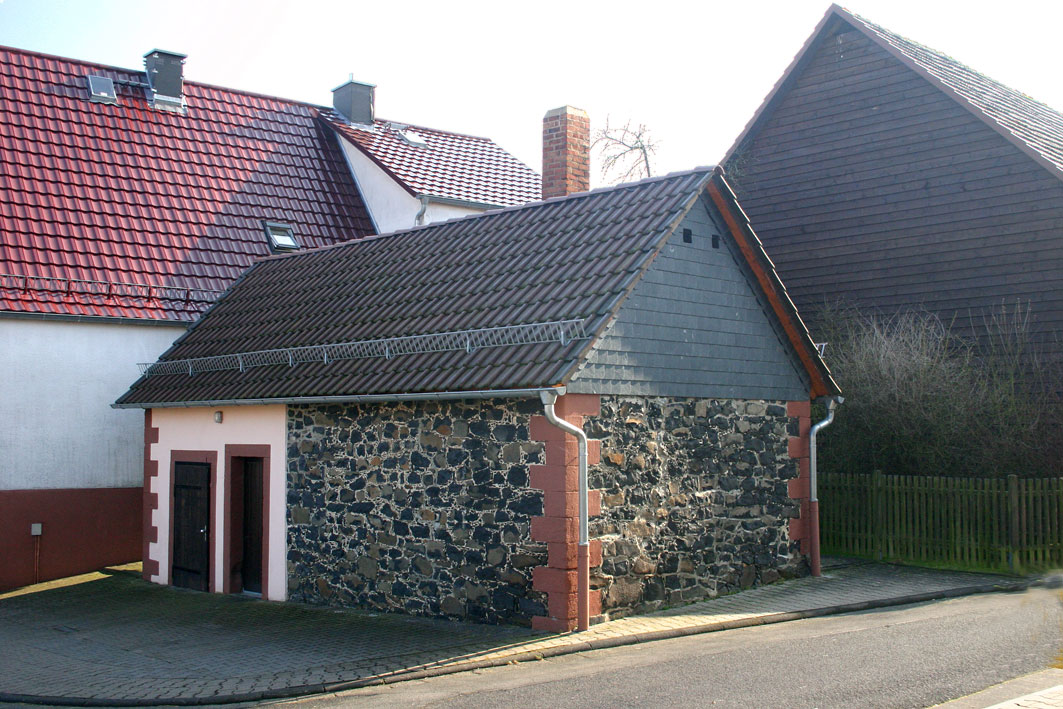
Das Backhaus

### Vorgeschichte
Im Jahr 1960 wurde in der Gemarkung Michelau ein jungsteinzeitliches Steinbeil gefunden. Das Beil hat einen Ballen von 48 mm, einen Nacken von 30 mm eine Länge von 70 mm und eine Stärke von 18 mm. Das Beil aus Basalt gehört zur Gruppe der breitnackigen Beile, eine Form, die aus der Zeit 3000–2000 v. Chr. im südlichen Vogelsberg häufiger gefunden wurde.

### Ortsgeschichte
Der Geschichts- und Heimatforscher Peter Nieß benennt 1284 als Datum der ersten urkundlichen Erwähnung Michelaus, sein Kollege Karl Heuson datiert auf 1553. Für keines der Daten existiert ein schriftlicher Beleg. Das älteste auffindbare Dokument ist eine Bürgermeisterrechnung der Stadt Büdingen aus dem Jahre 1620. Zum Preis von sechs Gulden werden acht Wagenladungen Eichenholz geliefert, die „Uff der Michelay“ geschlagen worden waren. Im Gerichtsbuch der Gemeinde Wolferborn ist in einer Eintragung aus dem Jahr 1620 erstmals vom Ort „Michelau“ die Rede. Werner Wagner datiert die Ersterwähnung unter Bezug auf das Intradenbuch von 1628 im Fürstlichen Archiv in Büdingen auf das Jahr 1628.
Der Stadtteil Michelau ist eine späte Einrodung des Büdinger Markwaldes und gehörte in kirchlicher und verwaltungsmäßiger Hinsicht zu Wolferborn. Der Geschichtsforscher und langjährige Büdinger Denkmalpfleger und Stadtarchivar Hans-Velten Heuson vermutet, dass Michelau in der zweiten Hälfte des 16. Jahrhunderts als Teil Wolferborns entstanden sein muss. Der Ortsname könne vom ersten Siedler, einem Michel herrühren oder aber vom alten Wort mickil, michil, michel für groß abgeleitet sein, so dass Michelau einfach als „Zu der großen Au“ oder „Auf der großen Wiese“ zu verstehen sei.
Eine Schulstelle für Michelau wird erstmals 1733 erwähnt. Die Wasserleitung wird gegen vereinzelten Widerstand 1912 gebaut. 1921 erhielt das Dorf elektrisches Licht.
Hessische Gebietsreform (1970–1977)
Im Zuge der Gebietsreform in Hessen verlor Michelau zum 1. April 1972 seine Selbstständigkeit und wurde auf freiwilliger Basis in die Stadt Büdingen eingemeindet. Für Michelau wurde ein Ortsbezirk errichtet.

### Verwaltungsgeschichte im Überblick
Die folgende Liste zeigt die Staaten und Verwaltungseinheiten, denen Michelau angehört(e):
- vor 1806: Heiliges Römisches Reich, Grafschaft Isenburg-Birstein (birsteiner Anteil am Gericht Wolferborn)
- ab 1806: Fürstentum Isenburg (Rheinbund),[Anm. 2] Amt Büdingen
- ab 1813: Generalgouvernement Frankfurt,[Anm. 3] Amt Büdingen
- ab 1815: Kaisertum Österreich,[Anm. 4] Amt Büdingen
- ab 1816: Großherzogtum Hessen (Souveränitätslande),[Anm. 5] Provinz Oberhessen, Amt Büdingen[11] (zur Standesherrschaft Isenburg gehörig)
- ab 1822: Großherzogtum Hessen, Provinz Oberhessen, Landratsbezirk Büdingen[12][Anm. 6]
- ab 1848: Großherzogtum Hessen, Regierungsbezirk Nidda
- ab 1852: Großherzogtum Hessen, Provinz Oberhessen, Kreis Büdingen
- ab 1867: Norddeutscher Bund, Großherzogtum Hessen, Provinz Oberhessen, Kreis Büdingen
- ab 1871: Deutsches Reich, Großherzogtum Hessen, Provinz Oberhessen, Kreis Büdingen
- ab 1918: Deutsches Reich, Volksstaat Hessen, Provinz Oberhessen, Kreis Büdingen
- ab 1938: Deutsches Reich, Volksstaat Hessen, Landkreis Büdingen[13][Anm. 7]
- ab 1945: Deutsches Reich, Amerikanische Besatzungszone, Groß-Hessen,[Anm. 8] Regierungsbezirk Darmstadt, Landkreis Büdingen
- ab 1946: Deutsches Reich, Amerikanische Besatzungszone, Hessen, Regierungsbezirk Darmstadt, Landkreis Büdingen
- ab 1949: Bundesrepublik Deutschland, Hessen, Regierungsbezirk Darmstadt, Landkreis Büdingen
- ab 1972: Bundesrepublik Deutschland, Hessen, Regierungsbezirk Darmstadt, Wetteraukreis, Stadt Büdingen

## Bevölkerung
Einwohnerstruktur 2011
Nach den Erhebungen des Zensus 2011 lebten am Stichtag dem 9. Mai 2011 in Michelau 327 Einwohner. Darunter waren 6 (1,8 %) Ausländer.
Nach dem Lebensalter waren 51 Einwohner unter 18 Jahren, 132 zwischen 18 und 49, 84 zwischen 50 und 64 und 60 Einwohner waren älter.
Die Einwohner lebten in 123 Haushalten. Davon waren 24 Singlehaushalte, 42 Paare ohne Kinder und 45 Paare mit Kindern, sowie 12 Alleinerziehende und 3 Wohngemeinschaften. In 21 Haushalten lebten ausschließlich Senioren und in 75 Haushaltungen lebten keine Senioren.
Einwohnerentwicklung
| Michelau: Einwohnerzahlen von 1834 bis 2022 | Michelau: Einwohnerzahlen von 1834 bis 2022 | Michelau: Einwohnerzahlen von 1834 bis 2022 | Michelau: Einwohnerzahlen von 1834 bis 2022 | Michelau: Einwohnerzahlen von 1834 bis 2022 |
| --- | ------------------------------------------- | ------------------------------------------- | ------------------------------------------- | ------------------------------------------- |
| Jahr |                                             |                                             |                                             | Einwohner                                   |
| 1834 | 1834                                        |                                             | 215                                         | 215                                         |
| 1840 | 1840                                        |                                             | 245                                         | 245                                         |
| 1846 | 1846                                        |                                             | 257                                         | 257                                         |
| 1852 | 1852                                        |                                             | 255                                         | 255                                         |
| 1858 | 1858                                        |                                             | 215                                         | 215                                         |
| 1864 | 1864                                        |                                             | 210                                         | 210                                         |
| 1871 | 1871                                        |                                             | 196                                         | 196                                         |
| 1875 | 1875                                        |                                             | 187                                         | 187                                         |
| 1885 | 1885                                        |                                             | 195                                         | 195                                         |
| 1895 | 1895                                        |                                             | 255                                         | 255                                         |
| 1905 | 1905                                        |                                             | 238                                         | 238                                         |
| 1910 | 1910                                        |                                             | 231                                         | 231                                         |
| 1925 | 1925                                        |                                             | 256                                         | 256                                         |
| 1939 | 1939                                        |                                             | 255                                         | 255                                         |
| 1946 | 1946                                        |                                             | 354                                         | 354                                         |
| 1950 | 1950                                        |                                             | 347                                         | 347                                         |
| 1956 | 1956                                        |                                             | 317                                         | 317                                         |
| 1961 | 1961                                        |                                             | 317                                         | 317                                         |
| 1967 | 1967                                        |                                             | 317                                         | 317                                         |
| 1970 | 1970                                        |                                             | 327                                         | 327                                         |
| 1980 | 1980                                        |                                             | ?                                           | ?                                           |
| 1990 | 1990                                        |                                             | 356                                         | 356                                         |
| 1995 | 1995                                        |                                             | 352                                         | 352                                         |
| 2000 | 2000                                        |                                             | 371                                         | 371                                         |
| 2011 | 2011                                        |                                             | 327                                         | 327                                         |
| 2014 | 2014                                        |                                             | 336                                         | 336                                         |
| 2022 | 2022                                        |                                             | 306                                         | 306                                         |
| Datenquelle: Historisches Gemeindeverzeichnis für Hessen: Die Bevölkerung der Gemeinden 1834 bis 1967. Wiesbaden: Hessisches Statistisches Landesamt, 1968. Weitere Quellen: LAGIS; Stadt Büdingen; Zensus 2011 |                                             |                                             |                                             |                                             |

Historische Religionszugehörigkeit
| • 1961: | 277 evangelische (= 87,38 %), 40 katholische (= 12,62 %) Einwohner |

## Politik
Für Michelau besteht ein Ortsbezirk (Gebiete der ehemaligen Gemeinde Michelau) mit Ortsbeirat und Ortsvorsteher nach der Hessischen Gemeindeordnung.
Der Ortsbeirat besteht aus fünf Mitgliedern. Bei den Kommunalwahlen in Hessen 2021 betrug die Wahlbeteiligung zum Ortsbeirat 62,16 %. Alle Kandidaten gehörten der „Bürgerliste Michelau“ an. Der Ortsbeirat wählte Markus Gerlach zum Ortsvorsteher.

## Kulturdenkmäler
Siehe: Liste der Kulturdenkmäler in Michelau